# Пасо-Бонилья
Пасо-Бонилья (исп. Paso Bonilla) — населённый пункт сельского типа на севере центральной части Уругвая, в департаменте Такуарембо.

## География
Расположен на пересечении автомобильных дорог № 5 и № 59, примерно в 10 км к югу от административного центра департамента, города Такуарембо.

## Население
Население по данным на 2011 год составляет 510 человек.
| Год  | Население |
| ---- | --------- |
| 1963 | 74        |
| 1975 | 368       |
| 1985 | 743       |
| 1996 | 286       |
| 2004 | 445       |
| 2011 | 510       |

Источник: Instituto Nacional de Estadística de Uruguay